# Regulate
«Regulate» es una canción de 1994 interpretada por Warren G y Nate Dogg. Se lanzó el verano de 1994 (EE. UU.). Aparece en la banda sonora de la película Above the Rim y más tarde en el álbum de Warren G Regulate...G Funk Era. Con el apoyo de MTV, la canción alcanzó el #2 en el Billboard Hot 100.
La canción cuenta con una historia en la que Warren G está en busca de algunas «faldas» (mujeres), atracado en Long Beach, California. Nate Dogg está tratando de encontrar a su amigo Warren, al mismo tiempo, y cuando ve que está siendo asaltado con una pistola, le dispara a muerte a la gente que le robo en fin de salvar su vida. Los dos a continuación, buscan a la mujer juntos, que finalmente encuentran.
Es la canción que lanzó a la fama a Warren G y una de las más exitosas, en que hasta entonces tenía mayor referencia por ser gran amigo y ser referenciado con Snoop y Nate Dogg. Usa el sample del clásico de Michael McDonald I Keep Forgettin’.

## Sencillo
1. «Regulate» - Warren G (con Nate Dogg)
2. «Pain» - 2Pac (con Stretch)
3. «Mi Monie Rite» - Lord G
4. «Loyal to the Game» - 2Pac (con Treach, Riddler)

## Créditos
- Video Director - Cameron Casey
- Cinematographer - Giorgio Scali
- Guitar - Andreas Straub
- Keyboards - Greg Geitzenauer
- Remix - Marcus McAdam

Grabado y remixado en Track Record, Inc. en North Hollywood, CA por Greg Geitzenauer. Grabado adicional en G-Child Studio en Long Beach, CA
Publicado por Suge Publishing/Warren G. Publicante, ASCAP.
La aparición de Warren G fue por cortesía de Violator Records/RAL/Chaos

## Premios y nominaciones
1995 MTV Movie Awards
- Mejor video musical — Regulate por Warren G. y Nate Dogg (nominado)

1995 Grammy Awards
- Mejor interpretación de rap por dúo o grupo - Regulate por Warren G. y Nate Dogg (nominado)

## Remixes
- Jadakiss usó la base de Regulate, y junto a Nate Dogg en su álbum 'Kiss tha Game Goodbye interpretaron "Kiss es Spittin '".
- Existe un cover de Umphrey's McGee el 30 de mayo en 2009.